# 滨海边疆区
滨海边疆区（羅馬化：Primorskiy kray）是俄罗斯远东联邦管区的一个边疆区，成立于1938年，面积为164,673平方公里，经济规模在俄罗斯远东联邦主体中居首位。自苏联解体以来，该地区持续面临人口净流出，2023年人口为1,820,076人（1992年为230万人，2005年为202万人，2018年为191万人，2021年为184.5万人）。首府海参崴是俄罗斯远东的第二大城市，仅次于伯力。
滨海边疆区北接俄罗斯联邦的哈巴罗夫斯克边疆区接壤，西邻中国，西南侧与朝鲜民主主义人民共和国接壤，是俄罗斯唯一与朝鲜接壤的地区。位于南部海岸的彼得大帝湾是日本海中最大的海湾。
该区域历史上属于满洲。1860年，清朝将其割让给俄罗斯帝国，成为外满洲的一部分，形成了滨海边疆区的大部分领土。因此，中国永久失去了与日本海的海岸线。在俄国内战期间，该区域成为远东共和国的一部分，后来加入苏联，经过多次变迁，于1938年达到了现在的形式。滨海边疆区是俄罗斯太平洋舰队的驻地。
此外，根据苏联的记录，这里也是朝鲜领导人金正日的出生地。

## 历史
边疆区自史前时代就有人居住，第一个人类活动的遗址是旧石器时代晚期的，叶卡捷琳诺夫卡村附近的地理学会洞中有最早的人类活动痕迹，约32.8千年前。新石器时代边疆区内有矿石文化、扎伊萨诺夫文化、维特京文化、伊曼文化和鲍伊斯曼文化。最早的农业活动是种植谷子，在龟-13遗址和切尔尼亚季诺-2遗址中发现有小米的碳化植物。青铜时代出现了坚固的定居点和防御的武器，较有代表性的有马尔加里托夫文化、锡涅盖文化、利多夫文化和达尔涅库特文化。约前800年铁器时代开始扬科夫斯基文化在沿海地区活跃，出现了大型常年定居点，人民是渔猎民族，采集植物，也种谷子和大麦；其他的还有克楼诺夫文化、奥尔加文化、波尔采文化。肃慎、挹娄和黑水靺鞨部落先后出现在边疆区内。值得注意的是，现在还无法准确地确定考古发现和历史记载的关系。

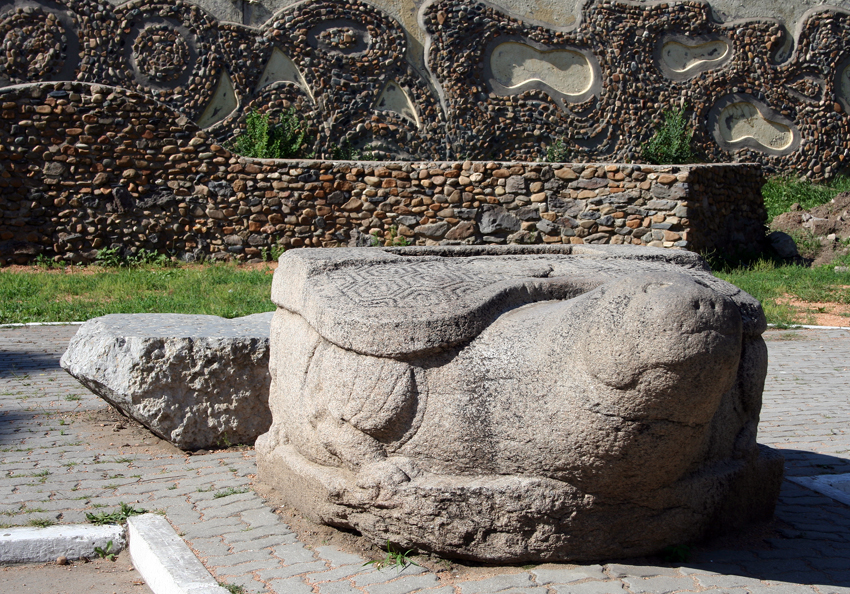
雙城子中央公園中的贔屭，于1868年被發現，可能是金代墓葬遺物

唐太宗贞观四年（630年），东突厥汗国被唐军打击下解体后，聚居在今滨海边疆区的被唐人称为号室靺鞨部落的首领在贞观五年（631年）向唐太宗朝贡从而建立了藩属性的外交关系。唐玄宗先天二年（713年）唐朝廷在今滨海边疆区南部及其正南设羁縻性质的忽汗州都督府（渤海都督府）。其中率宾府驻地就是双城子。唐玄宗开元十年（722年），唐玄宗任命黑水靺鞨部落首领倪属利稽为勃利（伯力）刺史，同年设黑水府。开元十一年（723年），设黑水都督府隶属安东都护府，唐朝廷派官员到黑水都督府任职，官职为长史，监督都督府行政。黑水都督府、渤海都督府均隶属于安东都护府。727年始，封建国家开始统治边疆区的土地。手工业和贸易兴盛，农业庄园出现。起先是渤海国的率宾府和安州府，其中安州是日本海沿岸的重要商业城市，为当时的日本文学常提及，位于现摩阔崴附近。926年，辽国灭渤海国，边疆区属辽的傀儡国东丹和属东京道五国部节度使，女真人向这里迁徒。1113年，女真接管了这一地区，金国重建城市，速频路统治这里，在大烏蘇爾卡河沿建立城市、定居点和寺庙，在科克沙罗夫卡村建立了日神塔努的庙。1213年，在蒙金战争中蒙古占领了金的其中一个都城，一说金的皇帝将儿子送到了位于现今的红亚尔定居点的城市。1213年到1246年，东夏统治着这里。其中1231年，蒙古军占领了东夏首都开原市；1233年，蒙军占领延吉市。蒙古四次伐朝时灭了东夏，摧毁了城市，强令人民迁走成为蒙古贵族的奴隶。从此，封建国家消失，边疆区内再次退回部落状态，元曾名义上设立开元路和水达达路，惟统治薄弱。这一地区成为异见者逃亡的目的地，日本的海盗和朝鲜的官员经常向边疆区逃亡。明朝永乐七年（1409年）5月21日设立奴儿干都指挥使司羁縻此地，在明宣宗宣德九年（1434年）废弃，期间有部落向都司进贡。奴儿干都指挥使司1434年废弃后，该地区為女真人統治，明朝的勢力已退居明长城辽东边墙以里，无法到达此地。

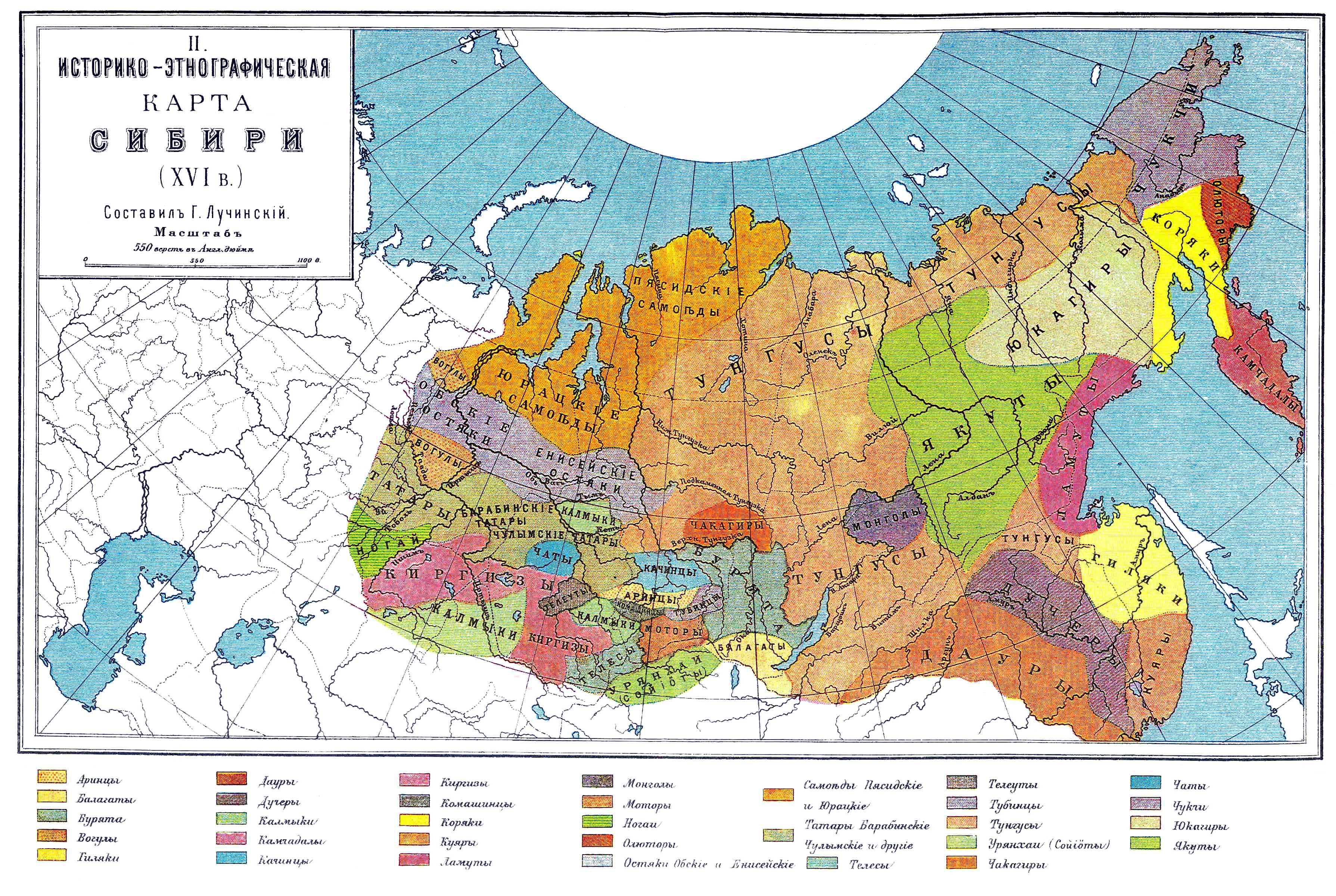
十六世纪的西伯利亚地图

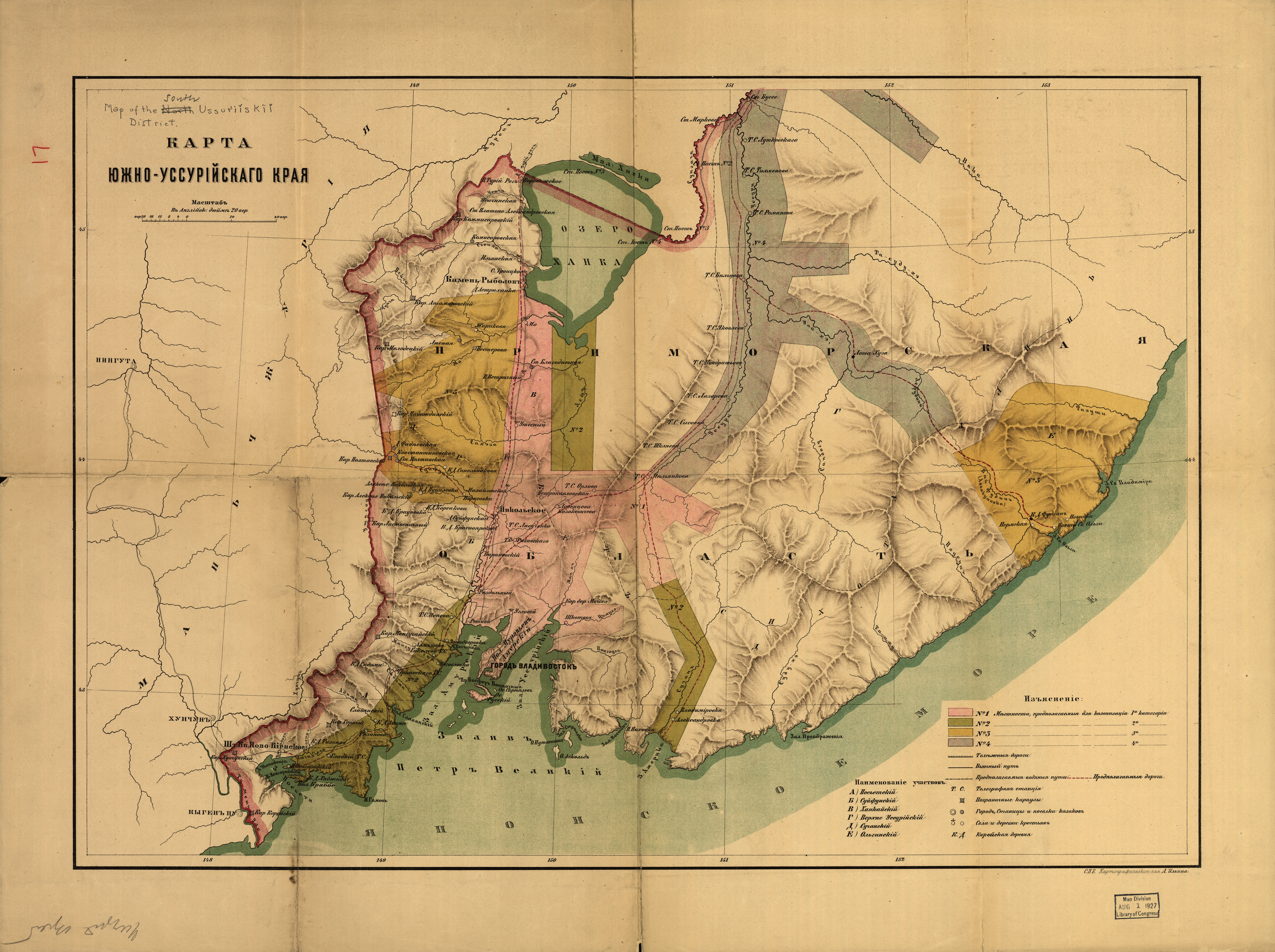
1870年代的南乌苏里地区地图

清初清俄争夺这一地区，1655年夏，奥努弗里·斯捷潘诺夫率军进入这一地区。满清在1689年与俄罗斯帝国订立《尼布楚条约》，也是中国政府首次与西方国家签订的具有现代国际法水准的正式条约，确立中国历史上的第一条具有主权性质边界。外满州主权进入中国主权范围，属吉林将军三姓和宁古塔副都统辖区。1709年，三名法国传教士为这一地区绘制了地图；1787年，拉彼鲁兹伯爵让-弗朗索瓦·德·加洛对滨海边疆区东部探索，绘制了捷尔尼湾的地图。
咸丰十年（1860年），清政府与俄罗斯帝国签订《中俄北京条约》，条约将乌苏里江以东包括库页岛在内的约40万平方公里的领土割让给俄国，其中包括今天的滨海边疆区。至此，中国失去对该地区的主权。
清朝于1689年与俄罗斯帝国订立《尼布楚条约》，是中国首次与西方国家签订具现代国际法標准的条约，确立中国历史上的第一条具有主权性质边界，条约确定包括滨海边疆区等外東北地區为中国主权范围。1856年，滨海边疆区与堪察加半岛一起组成东西伯利亚沿海地区，阿穆尔州于1857年从堪察加州分离出来。滨海边疆区根据1858年的《瑷珲条约》和1860年《北京条约》被纳入俄罗斯。1860年11月14日俄罗斯與中国清朝政府簽署《中俄北京條約》，烏蘇里江以東至海之地，包括库页岛以及符拉迪沃斯托克在内的约40万平方公里歸俄國所屬，从此中国失去這片东北地区对日本海的出海口。俄方1856年成立滨海边疆州，1860年的管理范围扩至《中俄北京条约》割让地。到了1861年4月27日，沙俄政府正式頒布《俄國人和外國人向阿穆爾省和濱海省移民條例》，出台諸多優惠條件誘使更多“志願者”定居邊區，还强制一部分哥萨克和囚犯移民远东。雖然由建制開始沙俄就一直有計劃地推進移民，效果未如其意；1858年到1914年间，共22,132户迁入，其中70%来自乌克兰，他们在南乌苏里地区占移民的81.26%；據載1883—1891年間，從沙俄歐洲部分經海路公費、自費遷居南烏蘇里地區的移民，男女人口共計24,405人，合共在此地帶建立86個新定居點。1868年，发生了蛮子战争。1880年，成立了符拉迪沃斯托克军政省。1884年，设阿穆尔总督，管滨海边疆区、阿穆尔河和外贝加尔湖地区以及库页岛，库页岛退出滨海边疆区。1888年，符拉迪沃斯托克军政省回归滨海边疆区，民政移交符拉迪沃斯托克。
| - 乌苏里斯克附近建设西伯利亚铁路 - 1918年的海参崴 - 日本军枪决朝鲜共产党人 - 美军在海参崴 |

俄罗斯在远东地位的进一步加强受到俄罗斯人口规模小和远离帝国人口稠密地区的限制。为了将俄罗斯欧洲部分的旅行时间减少到2-3周，1891年5月开始建设西伯利亚大铁路，连接车里雅宾斯克和符拉迪沃斯托克，全长约7,000公里。1903年7月14日，帝国首都圣彼得堡与俄罗斯太平洋港口符拉迪沃斯托克和达里尼之间的定期通信通过铁路建立，当时途经满洲的中国东方铁路投入永久运营。進入1900年代時，帝俄內輿情將接壤邊境的中國移民狀況，視作實質尖銳的問題，帝國首相斯托雷平1908年3月於國會就興建阿穆爾鐵路時發表演說時曾提及，帝國既遙遠嚴峻而又富饒的邊境土地，在與人口大國（即中國）為鄰之下不會持續荒蕪，俄人必須在外人滲入前加緊開發邊境。1899年东西伯利亚和远东地区第一所高等教育机构东方学院在符拉迪沃斯托克成立，也是东亚最古老的高等教育机构之一。1904年到1905年，在日俄战争期间，滨海边疆区成为位于穆桑线上的俄罗斯军队的后方基地。符拉迪沃斯托克还安置了俄罗斯军队的后方医院和巡洋舰中队的基地。1909年6月17日，根据《关于滨海边疆区和萨哈林岛行政重组的法律》，萨哈林和堪察加地区从滨海边疆区分离出来。南乌苏里地区分为3个区，尼科尔斯克-乌苏里斯克区、伊曼区和奥尔金区。1914年2月26日，以尼古拉耶夫斯克市为中心的乌茨克区从滨海边疆区转移到萨哈林州。从1861年到1917年，有245,476名农民抵达滨海边疆区，建立了342个村庄，到二月革命开始时，滨海边疆区有307,332人。
布尔什维克党发动十月革命后，宣布退出第一次世界大战。1918年3月15日至16日，协约国在伦敦召开会议讨论帝国主义国家武装干涉俄国内战。8月1日，英军从符拉迪沃斯托克登陆。趁着战乱，中国和朝鲜农民越过边界定居边疆区内或从事季节性工作，多在海参崴；其中多数朝鲜人支持共产党，1920年清明节时节日军枪杀了892名朝鲜共产党人，风暴占领了波西耶特区和乌苏里斯克区的朝鲜村庄。1920年4月6日，归属远东共和国。1921年5月26日，在布尔什维克的空缺中成立了阿穆尔河沿岸临时政府。11月，白军开始从符拉迪沃斯托克对哈巴罗夫斯克和阿努奇诺发动战役，但以失败告终。阿穆尔地方自治区“黑色缓冲区”一直存在到1922年10月25日，当时符拉迪沃斯托克被远东共和国人民革命军在伊耶罗尼姆·乌博列维奇的指挥下占领。

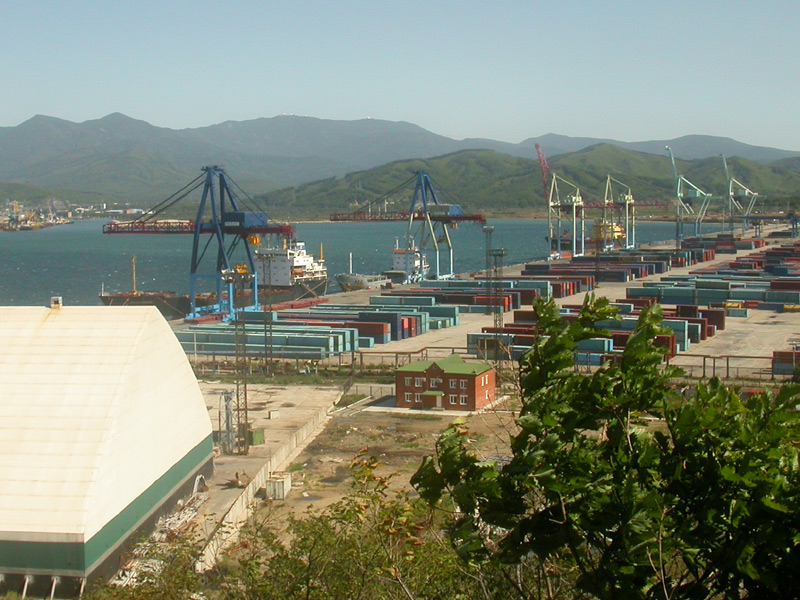
东方港

1922年11月15日，远东共和国并入俄罗斯联邦，成为远东地区，中心位于赤塔，1923年12月至哈巴罗夫斯克。1923年8月，划分的阿穆尔省的领土成为滨海边疆区的一部分。1926年1月4日，根据全俄中央执行委员会的法令，归属远东边疆区，其中包括9个区，联合了76个区。被废除的滨海边疆区分为四个区，符拉迪沃斯托克区、尼古拉耶夫斯克区、萨哈林区和哈巴罗夫斯克区。到1920年代中期，滨海边疆区的人口已达到600,000人，相当于所有远东人口的44%。1932年10月20日，全俄中央执行委员会和俄罗斯苏维埃社会主义共和国人民委员会颁布了《关于远东领土的新领土划分和分区的法令》。作为远东地区的一部分，形成了包括滨海边疆区在内的四个地区，中心位于符拉迪沃斯托克市。1930年代，开始了农业的强制工业化和集体化。苏联西部和西伯利亚地区的居民迁移到远东，其中既有自愿移民也有古拉格中被强迫的囚犯。与此同时斯大林主义领导人奉行种族和社会人口清洗政策，导致数以万计的“不可靠”和“社会异类”的人被驱逐出境。1937-1938年，200,000名朝鲜人被强制流配到哈萨克斯坦和中亚，华人被强行驱逐出境。华人和朝鲜人从滨海边疆区人口的全国构成中消失直到1980年代末。1938年夏，日本挑动伪满在边境上发动边境冲突，战斗持续了两周；苏联方960人阵亡，2,752人伤；日本方650人阵亡，约2,500人受伤。同年10月20日，滨海边疆区成立，包含滨海州和乌苏里州，不久后两州撤销。1948年9月15日，苏维埃港的城区和郊区划归哈巴罗夫斯克边疆区。
二战后，滨海边疆区不断发展，出现了许多过去不曾出现的产业。苏联时期移民到这里，使人口从从1959年的1,381,000人增加到1979年的1,978,000人，人口以城市人口为主。1985年8月10日，发生了查日马湾核泄漏事故。

## 地理

### 特征
滨海边疆区是俄罗斯最東南的地区，处于北纬42°到48°和东经130°到139°之间。西与中国黑龙江和吉林省接壤，南与朝鲜罗先直辖市接壤，北与哈巴罗夫斯克边疆区相连，东隔日本海与日本相望。滨海边疆区面积为164，673平方公里，占全俄的0.96%、俄罗斯远东地区的5.3％，是俄罗斯第23大的联邦主体。南北约900公里，东西宽约280公里，跨430公里；边界长约3,000公里，其中约一半是海岸线。最北端位于达格德河源，北纬48°28'；最南端是图们江口，北纬42°18'；极西端在诺夫戈罗多夫卡河源，珲春市大盘岭村东约1公里处，东经130°24'；极东端金角，东经139°02'。
边疆区临日本海，海缘上遍布海湾；大者有彼得大帝湾，其中有阿穆尔湾、乌苏里湾、波西耶特湾、射手湾和沃斯托克湾；东沿有奥莉加湾和弗拉基米尔湾。滨海边疆区的东部是锡霍特山脉，且几乎分布全境，东侧较陡峭而西侧较平缓，流入乌苏里江的支流较平缓，而流入日本海一侧的河较湍急。最高山峰是阿尼克山，高1,933米，处于滨海边疆区的北部，接近哈巴罗夫斯克边疆区。西南部是乌苏里平原和前汉凯斯基低地，海拔介于70到80米间。主要河流为乌苏里江，最大湖泊为兴凯湖。在滨海边疆区一侧的乌苏里江上游的狭长平原，宽30、40公里到150公里，平原向东延伸成为1,500到1,700米高的高地。较大的河还有大烏蘇爾卡河、马利诺夫卡河和阿爾謝尼耶夫卡河，比金河流过边疆区北部。地区森林覆盖面积为60％，木材种类多样。滨海边疆区的山地为褐色森林土壤，平原为褐色灰化土壤、褐色草原土壤和冲积土壤。边疆区内百分之七十的土地面积被针叶林和混合的满洲类型树木所覆盖。汉凯斯基低地和哈桑区多森林干草原。湖泊有兴凯湖、哈桑湖、克魯格洛耶湖、塔利米湖、多里采尼湖、小姆拉莫爾諾耶湖、澤爾卡利諾耶湖、瓦西科夫斯科耶湖和辛切尼湖等。
| - 列伊涅克島的海岸 - 雅库特山 - 锡霍特山脉的山顶 - 绥芬河 |

边疆区采用 UTC+10 时区。

### 气候

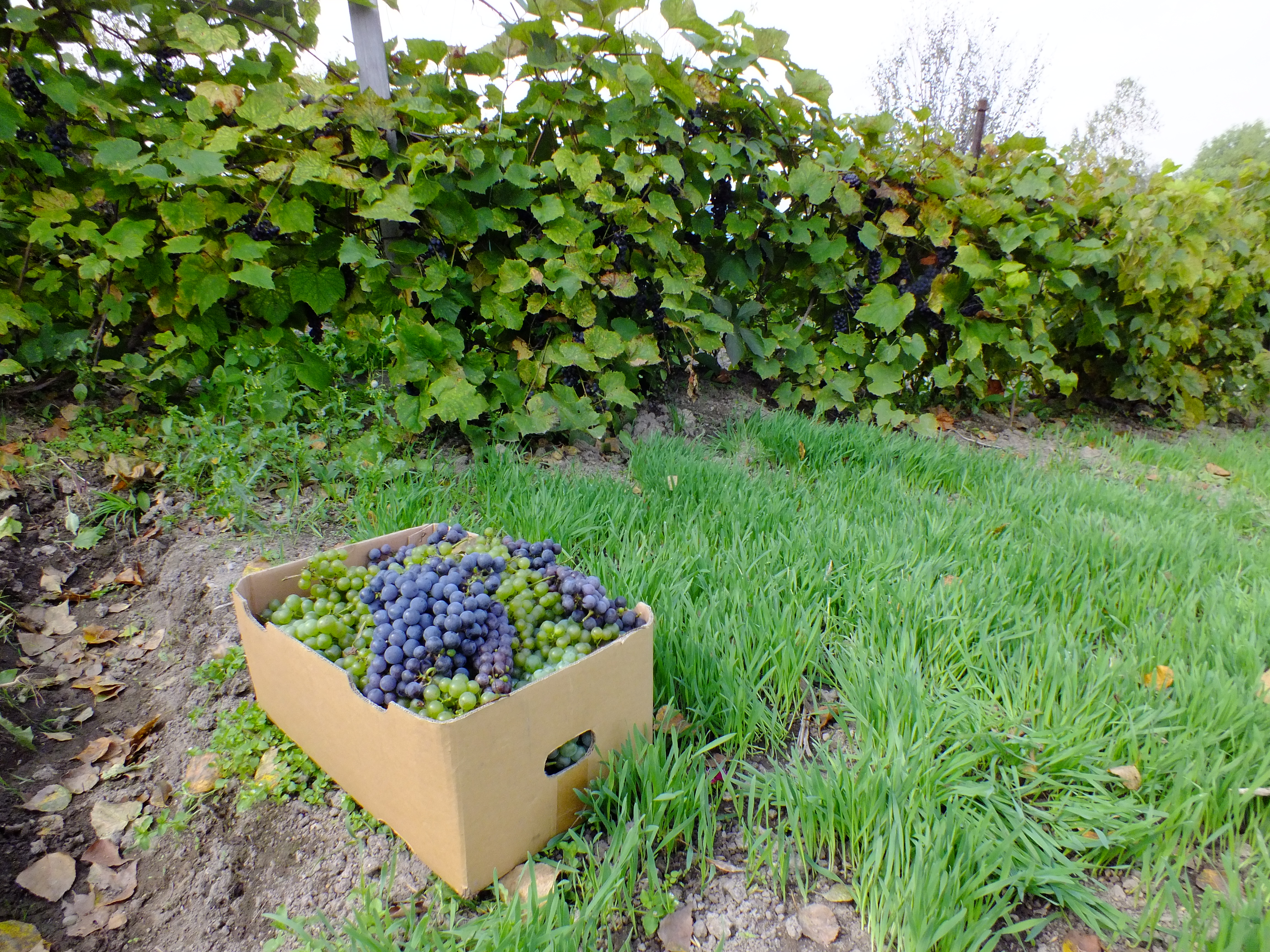
阿穆尔葡萄

滨海边疆区的气候是温带季风气候。冬季干燥寒冷，晴天多；春季长而凉爽，温度变化大；夏季温暖潮湿，降雨量大；秋季温暖干燥晴朗。夏季南风主导，冬季北风多。夏季降雨量大，台风来袭，有时会破坏基础设施。一月份平均温度在零下27℃～零下12℃之间，七月份平均温度在14℃～21℃之间，年平均降水量为600毫米到900毫米。
年均气温从锡霍特山脉北部的-1℃到纳霍德卡附近和哈桑区的7℃不等，8月平均气温在17℃到22℃间。夏季最冷处在边疆区东北部鞑靼海峡沿岸，最热处在锡霍特山脉的西侧，波格拉尼奇内区和卡瓦列罗沃最高气温记录是41℃。沿海地区1月均温在-8℃到-14℃间，大陆地区1月均温在-14℃到-23℃间。冬季最暖处在哈桑区南部和纳霍德卡市附近，最冷处在中部和北部的山区。在磨坊村和红军区记录过-48.8℃的低温。年均降水量从550毫米到920毫米不等。冬季冷气团下降到海中使沿海湿度低于内陆，夏季太平洋季风使沿海地区的湿度高于内陆。
无霜期150天到200天，不仅可种俄罗斯常见的植物，还可使水稻、大豆、葡萄和其他喜热植物成熟。园林作物也可生长，当地的黄瓜、洋柿子、圆白菜和萝卜的个头大于俄国西部地区的，水果有杏和葡萄。每年约有310天晴日，日照时长超过2,000小时。就年日照时长来说，海参崴2,140小时，波格拉尼奇内2,510小时，纳霍德卡2,400小时；相比之下，莫斯科仅1,731小时。彼得大帝湾沿岸可供游泳从6月底到10月初，可帆船运动的日子每年超过250天。
达利涅戈尔斯克城区、卡瓦列罗沃区、奥莉加区和捷尔涅伊区全境属极北地区，此外还有红军区的市級鎮东方镇和村庄博古斯拉维茨、沃斯特列佐沃、远库特、伊兹玛仪利哈、大理石村、罗希诺、深村、针叶林村和冰淇淋村。
| 区域           | 最冷月 平均 气温 °C | 最冷月 最低 气温 °C | 冬季 降水 мм | 冬季 月份 长度 | 最热月 平均 气温 °C | 最热月 最高 气温 °C | 夏季 降水 мм | 夏季 月份 长度 | 年均温 °C | 全年降水 мм | 年均风速 m/s |
| -------------- | ------------------- | ------------------- | ------------ | -------------- | ------------------- | ------------------- | ------------ | -------------- | --------- | ----------- | ------------ |
| 南海岸         | −7~-15              | −26~-39             | 35~55        | 4~4,5          | 20~21,5             | 34~39               | 350~450      | 3-3,5          | 4,5~7,0   | 710~860     | 1,7~6,0      |
| 东海岸         | −9~-15              | −27~-38             | 40-80        | 4,5~5          | 17~19               | 34~40               | 300~360      | 2~3            | 3,0~6,0   | 640~850     | 2,1~5,2      |
| 前兴凯低地     | −14~-18             | −36~-46             | 25~55        | ≥4,5           | 20,5~21             | 37~41               | 290~330      | ≥3,5           | 4,0~5,0   | 580~660     | 2,0~3,6      |
| 乌苏里平原     | −17~-20             | −42~-44             | 40~60        | ≤5             | 21~22               | 36~38               | 310~330      | ≥3,5           | 3,0~4,0   | 640~690     | 2,1~3,2      |
| 锡霍特山脉南部 | −14~-21             | −38~-47             | 40~60        | 4,5~5          | 19~21,5             | 37~41               | 320~380      | 3~3,5          | 2,5~4,0   | 660~740     | 1,2~2,5      |
| 锡霍特山脉中部 | −17~-22             | −40~-49             | 35~65        | 5~6            | 17~21,5             | 34~40               | 260~450      | 2~3            | −1~3      | 640~920     | 1,1~2,5      |

### 生物

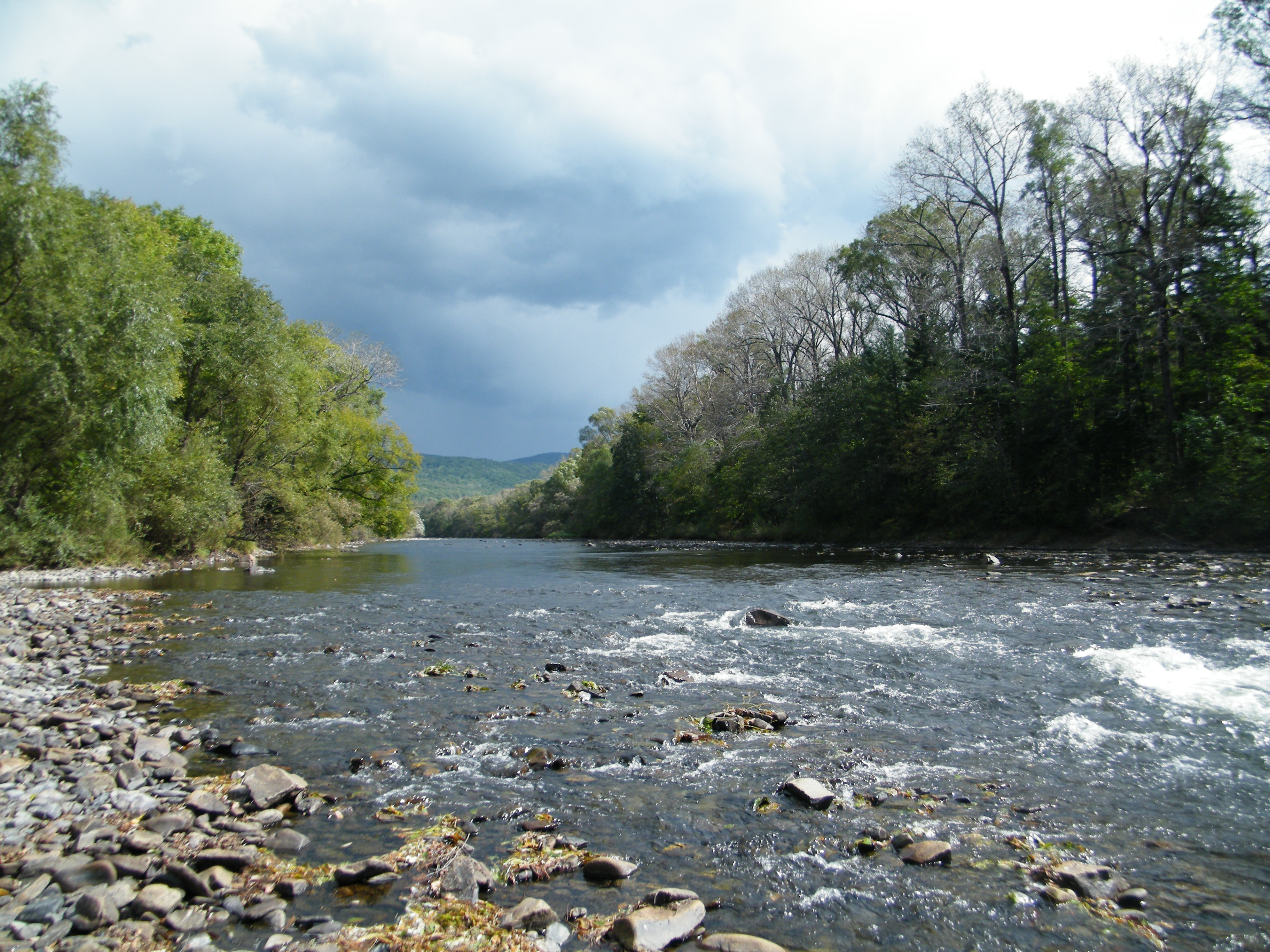
帕夫洛夫卡河谷的森林

约2,200到2,500种维管植物分布在边疆区内，包含约250种树木、灌木和超过三分之一的俄罗斯蕨类植物、数千种藻类和真菌、数百种苔藓和600种地衣，属东亚植物群系。森林占领土的79%，云杉、雪松和阔叶林占据山脉的主要植被，在滨海边疆区西南部，多黑冷杉阔叶林。在河谷中有水曲柳、春榆、胡桃楸等植物与藤本植物混交。高地的植物群系接近堪察加半岛，有毛枝岳桦和偃松夹杂的灌木丛和生长有杜鹃的苔原。在山坡上分布着松、橡树、东北杏和山杏的野生森林，河床上散落着柳、桤、杨和钻天柳的森林。近年来人类活动使针叶林、落叶松、白桦、欧洲山杨、紫椴、蒙古栎等成为优势树种，多次火灾使橡树林变为森林草原，在山谷的森林和废弃农地上布满草地和沼泽。自1991年以来，非法采伐珍贵树种对俄罗斯远东地区的森林造成了严重破坏。2014年，对中国的出口占木材出口总额的83%。
边疆区约有103种哺乳动物，其中陆生82种，鸟类483种，18种爬行动物，9种两栖动物，淡水和海洋鱼类377种，超过22,000种昆虫。其中，有许多特有种和红色名录物种。此外，还有许多外来的物种，如美洲河狸、美洲水鼬、麝鼠、欧洲野兔和白蟻等。滨海边疆区还栖息着许多商业鱼类，例如达氏鳇、施氏鲟、太平洋鲱鱼、沙丁鱼、日本鳀、哲罗鲑、大马哈鱼、粉红鲑、胡瓜鱼科、欧洲鲤、鲢鱼、草鱼、红鳍鲌、鳡鱼、花鲇、大头鳕、细身宽突鳕、黄线狭鳕、江鳕、鳜鱼、白梭吻鲈、白带鱼、金枪鱼属、白腹鲭、乌鳢、大比目鱼、糙黄盖鲽、秋刀鱼、鲻鱼、鮻、红鲈鱼、远东多线鱼和黄𩽾𩾌等。小龙虾、螃蟹、虾、鱿鱼、海参、海胆、牡蛎和扇贝生活在大陆架浅水区。8种鳐和12种鲨鱼也分布在边疆区的海域内。偷猎和伐木大幅减少了稀有物种的数量，猎杀东北虎和东北豹属犯罪，还有人向中国和其他亚太国家走私熊胆。

## 行政

### 政治
| session | session | 肖像           | 名字                                     | 任期          | 任期           | 政黨       |
|         |         | 肖像           | 名字                                     | 就職          | 離職           | 政黨       |
| ------- | ------- | -------------- | ---------------------------------------- | ------------- | -------------- | ---------- |
|         | 1       |                | 弗拉基米尔·谢尔盖耶维奇·库兹涅佐夫       | 1991年10月8日 | 1993年5月24日  | 無黨籍     |
|         | 2       |                | 叶夫根尼·伊万诺维奇·纳兹德拉坚科         | 1993年5月24日 | 2001年2月6日   | 無黨籍     |
|         | 代      |                | 康斯坦丁·鲍里索维奇·托尔斯托舍因         | 2001年2月6日  | 2001年6月25日  | 無黨籍     |
|         | 3       |                | 谢尔盖·米哈伊洛维奇·达利金               | 2001年6月25日 | 2012年2月28日  | 統一俄羅斯 |
|         | 代      |                | 弗拉基米尔·弗拉基米罗维奇·米克卢舍夫斯基 | 2012年2月28日 | 2012年3月16日  | 統一俄羅斯 |
|         | 4       | 2012年3月16日  | 弗拉基米尔·弗拉基米罗维奇·米克卢舍夫斯基 | 2017年10月4日 | 統一俄羅斯     |            |
|         | 代      |                | 安德烈·弗拉基米罗维奇·塔拉先科           | 2017年10月4日 | 2018年9月26日  | 統一俄羅斯 |
|         | 代      |                | 奥列格·尼古拉耶维奇·科热米亚科           | 2018年9月26日 | 2018年12月20日 | 統一俄羅斯 |
|         | 5       | 2018年12月20日 | 奥列格·尼古拉耶维奇·科热米亚科           | 现任          | 統一俄羅斯     |            |

边疆区立法议会是边疆区的立法机关，一院制，基于混合制选举，由40名议员组成，任期5年。
1995年1月25日，滨海边疆区杜马第一次会议召开。1995年1月的补选之后，杜马获得了举行会议和做出决定的权力。1995年1月至6月，第一届杜马主席职务由伊戈尔·列别丁涅茨担任；1995年7月至1996年12月由弗拉基米尔·韦德尔尼科夫担任；1996年12月至1997年12月由尼古拉·李维诺夫担任。举行了46次会议，通过了110项法律和742项决议，涉及地区重要问题。边疆区的基本文件是《滨海边疆区宪章》。还通过了许多有社会意义的法律，其中包括《滨海边疆区劳动保护法》和《初级职业教育机构青少年的社会康复法》。
自1997年起谢尔盖·杜德尼克担任杜马第二届会议主席，自2000年起由谢尔盖·热科夫担任。杜马召开了71次会议，通过了241项法律和近1,300项决议，包括经济发展、企业重组和支持农民。第二届杜马会议通过的重要法律包括《简化乙醇和酒精产品流通法》、《黑色金属、有色金属和合金的废料和废物的回收、储存和运输程序法》 、《滨海边疆区地方自然垄断法》、《食品批发市场法》、《滨海边疆区发展预算法》和《企业预审重组法》等。
2001年7月，边疆区杜马更名为立法会议。8月28日，决定12月9日举办第三届立法议会选举。在单一代表选区共选出39名代表，选举委员会划定了新的选区边界，而代表拒绝。从这届开始增加了选举押金。第三届立法会议代表选举分两阶段；2001年12月的选出了18名代表，且选民投票率不足有效选举人数，即25%，使这18名代表没有投票权；议会直到2002年6月21日才开始工作。这届议会的重要工作是实施地方政府改革。谢尔盖·索普丘克在立法会议召开期间担任主席，通过了近400项法律和1,623项决议。
2006年10月8日统一选举日选出了第四届立法议会代表，10个党参选，而有4个党跨越了障碍，其中统俄党13席、俄共3席、退休者党和自由与民主党各2席，而 ЛДПР、生活党、祖国党、苹果党、俄罗斯爱国者和民意党未能越过障碍。第四届立法议会是滨海边疆区立法议会首次以混合原则组成的议会。2006年10月，从政党名单中选出20名代表，从单一代表选区选出20名代表。为了准备2012年9月举行的 APEC 峰会，议会批准了2008-2011年“符拉迪沃斯托克发展成为亚太地区国际合作中心”的区域目标计划并监测实施情况。第四次会议通过的最重要的法律之一是《关于到2025年滨海边疆区社会和经济发展战略的法律》，法律确定了经济和社会发展的长期目标和优先方向。第四次立法会议通过的法律中，大约有40%是社会性的。维克多·戈尔恰科夫在立法会议召开期间担任主席。这届议会通过了861项法律和2,632项决议。
2011年12月4日统一投票日选举出了第五届立法会议代表，4个政党参与选举，选出统俄党22席、俄共7席、ЛДПР 和公正俄罗斯各4席，苹果党被拒绝登记。2011年12月16日，第五届立法会第一次会议举行。在2012年议会通过了一系列法律，允许在滨海边疆区设立的投资者企业享受一定的税收优惠，其中包括对某些类别的组织制定降低企业所得税税率的地区法律，并允许抵免地区预算，还通过了组织财产税法。副团的积极工作使得通过了一系列旨在支持家庭和儿童的文件。还在边疆区建立了地区孕产中心。2013年4月，滨海边疆区代表将“滨海边疆区劳动退伍军人”荣誉称号合法化，并为其持有者制定了社会支持措施。2014年5月，副总队、行政部门和市政府联合开展地方政府体制改革。叶夫根尼·奥韦奇金和维克多·戈尔恰科夫担任议会主席。代表们通过了近900项法律和2,632项决议。
2016年9月18日统一投票日选出第六届边疆区立法会议代表，6个党参加竞选，其中5个党有议员，其中统俄党25席、俄共8席、ЛДПР 5席，另有公正俄罗斯和退休者党各1席，苹果党没有越过选举障碍。由俄罗斯共产党立法会议主席亚历山大·罗里克领导的第六届地区议会是关键社会经济进程的积极参与者。第六次议会的主要指导方针是提高滨海边疆区居民的生活质量、实施国家项目和俄罗斯总统五月法令中规定的关键方向。这些法律旨在提高对有子女的家庭和大家庭、职业学校学生、小学生、孤儿、老一代、“战争儿童”、退休前年龄的人、受骗股东、退伍军人和残疾战斗人员的社会支持水平等一批其他类别的居民地区，吸引和留住医务人员和教师。滨海边疆区立法会议成立25年以来，共通过了3000多部法律，其中第六次会议通过了700多部法律。每一项法案的背后都是为了边疆区居民的利益而进行的认真而艰苦的工作。
| 政党         | 党团主席                                                        | 议员数量 | 百分比 | 选民   | 构成               |
| ------------ | --------------------------------------------------------------- | -------- | ------ | ------ | ------------------ |
| 统一俄罗斯   | 谢尔盖·弗拉基米罗维奇·斯列普琴科 Слепченко Сергей Владимирович  | 23       | 37.88% | 228186 | 滨海边疆区议会构成 |
| 俄罗斯共产党 | 安纳托利·尼古拉耶维奇·多尔加切夫 Долгачев Анатолий Николаевич   | 14       | 31.02% | 186871 | 滨海边疆区议会构成 |
| ЛДПР         | 安德烈·瓦列里耶维奇·安德烈琴科 Андрейченко Андрей Валерьевич    | 1        | 9.03%  | 54389  | 滨海边疆区议会构成 |
| 公正俄罗斯   | 阿列克谢·安纳托列维奇·科济茨基 Козицкий Алексей Анатольевич     | 1        | 9.29%  | 55950  | 滨海边疆区议会构成 |
| 退休者党     | 维亚切斯拉夫·维克多罗维奇·拜杰柳克 Байделюк Вячеслав Викторович | 1        | 8.40%  | 50616  | 滨海边疆区议会构成 |

### 区划
滨海边疆区是俄罗斯联邦主体之一，下辖12个城市區（俄语：Городской округ）和22个市政區（俄语：Муниципальный район）；市政區下設镇（俄语：Городское поселение）和乡（俄语：Сельское поселение）；城市區、鎮和鄉之下設市（俄语：Город）、社區（俄语：Посёлок）和村（俄语：Село）。
| 地圖代號 | 汉语名称           | 俄语名称 | 人口    | 面積 (km²) | 行政中心                      | 地图 |
| -------- | ------------------ | -------- | ------- | ---------- | ----------------------------- | ---- |
| I        | 阿爾謝尼耶夫城區   |          | 54,085  | 90.74      | 阿尔謝尼耶夫市（黄土坎子）    | mini |
| II       | 阿爾喬姆城區       |          | 111,840 | 506.4      | 阿爾喬姆市                    | mini |
| III      | 符拉迪沃斯托克城區 |          | 630,027 | 560        | 符拉迪沃斯托克市（海参崴）    | mini |
| IV       | 達利涅戈爾斯克城區 |          | 44,446  | 5,300      | 達利涅戈爾斯克市（野豬河）    | mini |
| V        | 達利涅列琴斯克城區 |          | 29,516  | 100        | 達利涅列琴斯克市（伊曼）      | mini |
| VI       | 列索扎沃茨克城區   |          | 44,643  | 3,100      | 列索扎沃茨克市                | mini |
| VII      | 納霍德卡城區       |          | 157,397 | 300        | 納霍德卡市（灠溝崴）          | mini |
| VIII     | 游擊隊城城區       |          | 45,646  | 1,300      | 游擊隊城市（苏城）            | mini |
| IX       | 斯帕斯克達利尼城區 |          | 42,491  | 50         | 斯帕斯克達利尼市              | mini |
| X        | 烏蘇里斯克城區     |          | 192,844 | 3,600      | 烏蘇里斯克市（雙城子）        | mini |
| XI       | 大卡緬城區         |          | 40,393  | 120        | 大卡緬市                      | mini |
| XII      | 福基諾封閉城區     |          | 31,309  | 260        | 福基諾市                      | mini |
| 1        | 阿努奇諾區         |          | 13,680  | 3,800      | 阿努奇諾                      | mini |
| 2        | 達利涅列琴斯克區   |          | 10,405  | 7,300      | 達利涅列琴斯克市              | mini |
| 3        | 卡瓦列羅沃區       |          | 24,986  | 4,200      | 卡瓦列羅沃                    | mini |
| 4        | 基洛夫斯基區       |          | 19,926  | 3,400      | 基洛夫斯基                    | mini |
| 5        | 紅軍區             |          | 17,452  | 20,700     | 新波克羅夫卡                  | mini |
| 6        | 拉佐區             |          | 13,424  | 4,700      | 拉佐                          | mini |
| 7        | 米哈伊洛夫卡區     |          | 32,216  | 2,700      | 米哈伊洛夫卡                  | mini |
| 8        | 納傑日金斯科耶區   |          | 38,232  | 1,600      | 沃利诺纳杰日金斯科耶          | mini |
| 9        | 十月村區           |          | 28,425  | 1,700      | 波克罗夫卡                    | mini |
| 10       | 奧莉加區           |          | 10,106  | 6,400      | 奧莉加（石门）                | mini |
| 11       | 游擊隊區           |          | 29,683  | 4,300      | 弗拉基米罗-亚历山德罗夫斯科耶 | mini |
| 12       | 波格拉尼奇內區     |          | 22,885  | 3,700      | 波格拉尼奇內                  | mini |
| 13       | 波扎爾斯基區       |          | 29,547  | 22,700     | 盧切戈爾斯克                  | mini |
| 14       | 斯帕斯克區         |          | 28,943  | 4,100      | 斯帕斯克達利尼市              | mini |
| 15       | 捷爾涅伊區         |          | 11,796  | 27,700     | 捷爾涅伊                      | mini |
| 16       | 漢凱斯基區         |          | 23,287  | 2,700      | 卡緬雷博洛夫（红土岩）        | mini |
| 17       | 哈桑區             |          | 33,167  | 4,100      | 斯拉维扬卡（土拉子）          | mini |
| 18       | 霍羅利區           |          | 28,610  | 1,970      | 霍羅利                        | mini |
| 19       | 切爾尼戈夫卡區     |          | 34,418  | 1,800      | 切爾尼戈夫卡                  | mini |
| 20       | 丘古耶夫卡區       |          | 23,335  | 12,300     | 丘古耶夫卡                    | mini |
| 21       | 什科托沃區         |          | 24,233  | 3,300      | 斯莫利亚尼诺沃                | mini |
| 22       | 雅科夫列夫卡區     |          | 15,123  | 2,400      | 雅科夫列夫卡                  | mini |

## 经济
边疆区内纳税最多的公司是阿尔谢尼耶夫Н·И·萨兹金进步航空公司、符拉迪沃斯托克港公司、东方港公司、硼矿业化学公司、远东星工厂、零售 ДНС 公司、远东发电公司、远多种金属 ГМК 公司、优航 ГК 公司、卢切戈尔斯克燃料和能源综合体公司、纳霍德卡活跃海洋渔业基地公司、纳霍德卡海贸港公司、ННК-滨海石油产品公司、俄罗斯-纳霍德卡石油产品公司、滨海煤业公司、滨海边疆区航运公司和西门子金融有限责任公司。大宗股份持有者是俄罗斯水电集团、俄罗斯石油、МДМ 公司、联盟集团和阿尔法集团。库兹巴斯露天煤矿和耶弗拉兹公司分别拥有东方港和纳霍德卡港，边疆区内最大的两个港口。穆萨·巴扎耶夫的联盟集团在2001年夏与政府签署合约，为边疆区提供住房和公共服务，还拥有滨海石油公司的控股权。2001年8月至9月，俄罗斯石油公司从外国投资者手中收购了该地区最古老的木材工业企业滨海森林公司33.4%的股份。2002年11月，滨海煤业公司26%的投票权股份被俄罗斯石油公司和油气银行的联盟公司俄罗斯煤炭公司购买。在边疆区内，子公司俄罗斯-纳霍德卡石油产品公司代理俄罗斯石油公司的业务。МДМ 集团有波西耶特贸易港公司49%的股份，控制着远方能源30%的股份。МДМ 集团的成员西伯利亚煤炭能源公司代表当选为滨海煤业的董事会成员，并控制了60%的股份。

### 能源
截至2018年，边疆区共有5座大型火力发电厂、3座小型热电联产厂以及74座小型柴油发电厂，总装机容量2,777.8兆瓦，发电量106.37亿千瓦时。2017年用电量131.24亿千瓦时，最大负荷为2,311兆瓦。边疆区电力能源供不应求，阿穆尔州的电力通过哈巴罗夫斯克边疆区卖给边疆区。截至2017年，电力消费结构以居民29.3%、交通和通信12.9%为主，最大的电力消耗者是俄罗斯铁路股份公司、斯帕斯克水泥股份公司和远方石油有限责任公司，分别消消耗了12.14亿千瓦时、2.95亿千瓦时和1.65亿千瓦时。俄罗斯水电集团的子公司远东能源公司负责供电。3座小型热电联产厂全部位于岛上，俄罗斯岛总容量49.8兆瓦，还有74座柴油发电厂供应分散能源供应区，总容量21.5兆瓦。
滨海国家区域能源厂位于波扎尔斯基区卢切戈尔斯克村，是边疆区最大的发电厂和远东地区最强大的火力发电厂。这个蒸汽轮机发电厂使用当地卢切戈尔斯克露天矿的褐煤作为燃料，形成单一的技术综合体。涡轮机组于1974年至1990年投入运行。装机电力1,467兆瓦，火力237十亿卡/小时。2017年实际发电量53.825亿千瓦时，约是边疆区发电量的一半。电站设备有九台汽轮机组，一台容量215兆瓦，四台容量210兆瓦，两台容量110兆瓦，两台容量96兆瓦，还有锅炉组9台。归西伯利亚发电公司的子公司滨海区域能源站公司所有。
符拉迪沃斯托克第二热电厂位于符拉迪沃斯托克。汽轮机热电联产发电厂主要使天然气作燃料，兼使炭。涡轮机组于1970年至1984年投入运行。装机电力497兆瓦，火力1,051十亿卡/小时。2017年实际发电量19.71亿千瓦时。电站设备包括六台涡轮机组，容量各不相同，分别是109百万瓦、105百万瓦、98百万瓦、80百万瓦、55百万瓦、50百万瓦，还有锅炉14台。有计划对电站进行现代化改造，更换3台涡轮机组并重建8台锅炉机组，预计于2025年完成。热电厂归俄罗斯水电集团的子公司远东发电公司所有。
阿尔乔姆热电厂原名阿尔乔姆基洛夫国家区域能源厂，位于阿尔乔姆。蒸汽轮机热电联产厂使硬煤和褐煤作燃料。目前运行的涡轮机组于1967年至2004年投入运行。装机电力400兆瓦，火力297十亿卡/小时。2017年实际发电量21.77亿千瓦时。有四台涡轮机组，每台容量为100兆瓦，还有锅炉组8台。设备已严重损坏，计划2026年建成阿尔乔姆第二热电厂，届时阿尔乔姆热电厂将拆除。归远东发电公司所有。
游击队城国家区域能源厂位于游击队城。蒸汽轮机发电厂使用煤炭作为燃料。目前运行的涡轮机组于1958年至2010年投入运行，电站装机电力203兆瓦，火力160十亿卡/小时。2017年实际发电量9.94亿千瓦时。设备包括三台涡轮机组，容量分别为82兆瓦、80兆瓦和41兆瓦，还有5台锅炉组。归远东发电公司所有。
东方热电厂位于符拉迪沃斯托克。燃气轮机热电联产机组于2018年投入运行。装机电力139.5兆瓦，火力432十亿卡/小时。电站设备包括三台涡轮机组，容量46.5兆瓦，还有三座回收锅炉、三座热水锅炉和两座蒸汽锅炉。由俄罗斯水电集团的子公司远东发电公司所有。
在俄罗斯岛上有三座燃气轮机小型热电联产机组，总装机容量49.8兆瓦，热容量163.6十亿卡/小时。中心小型热电厂，装机容量33百万瓦，火力123.3十亿卡每时，有5台涡轮机组，每台6.6百万瓦，于2012年到2014年投入运行。大洋小型热电厂，装机容量13.2百万瓦，火力29.5十亿卡每时，有2台涡轮机组，每台6.6百万瓦，于2014年投入运行。北部小型热电厂装机容量3.6百万瓦，火力10.8十亿卡每时，有2台涡轮机组，每台1.8百万瓦，于2012年到2017年间运行。2017年小型热电联产实际发电量9,660万千瓦时，由远东能源管理公司所有。
柴油发电厂为未连接到统一能源系统的分散能源供应区的小型定居点提供电力。总共有74座柴油发电厂在运营，总容量21.5兆瓦，2017年发电量1,490万千瓦时。绝大部分是市政所有。大多数柴油发电厂位于红军区、捷尔涅伊区和楚古耶夫区。
边疆区电力系统是俄罗斯统一能源系统的一部分，也是东方联合能源系统的一部分，位于 АО «СО ЕЭС» 分支机构的运营区内。通过1条500kV架空线、3条220kV架空线、1条110kV架空线与哈巴罗夫斯克边疆区电力系统相连。截至2017年，滨海边疆区35kV及以上电压输电线路总长度为8,756公里，其中500kV架空线1,071公里，220kV架空线2,335公里，110kV架空线线路3,185 公里，35kV架空线路2,165公里。220和500kV电压的电网由 ПАО «ФСК ЕЭС» 运营，110kV及以下电压的电网由远东配电网公司以及市和部门电网组织运营。
滨海边疆区的供热由800多个不同来源提供，总热容量9.106,0万亿卡每时。大型火电厂和小型热电联产公司、远东发电股份公司锅炉房以及大量市政和部门锅炉房占据了热容量的大部分，超过6万亿卡每时。2017年热能供应量825.2万大卡，其中大型火电厂375万大卡，小型热电联产16.5万大卡，远东发电股份公司锅炉房140.9万大卡，其他锅炉房292.8万大卡。

### 通信
2003年8月，МТС 通过购买了滨海电信一半股份进入了远东市场；联系投资的子公司远方联络在2004年初拥有了一半股份，之后出售给了 МТС。Мегафон 有远东地区的许可证。2008年秋，Билайн 开始商业运行 3G 网络，在2011年从韩资手中购买了新手机公司。2011年4月1日，俄罗斯电信公司从三角旗通信中收购了阿科斯公司。

### 外贸
边疆区对外贸易额主要集中在俄罗斯其他地区。2014年，这些地区占滨海边疆区对外贸易额的89.5%。2000年到2014年，外国在滨海边疆区对外贸易中的份额呈下降趋势，从33.2%下降到10.4%。2014年对边疆区外贸易额达129亿美元，相比之下2000年为14亿美元；其中出口52.649亿美元，进口76.465亿美元。主要外贸伙伴是中国、韩国和日本，分别占外贸额的49%、21%和10%。出口相对进口占绝对优势，2014年，边境外的出口额达12.944亿美元，而进口额仅为5500万美元。2019年上半年，边疆区共有2,568家企业参与对外贸易，其中进口商2,104家，出口商615家。外贸活动数量上边疆区在联邦主体中排第四。与2018年上半年相比，进口商数量减少了5%，出口商数量减少了1.9%。

### 矿产
边疆区内发掘了储量大的稀有矿，在远东地区内采矿业最为发达，全俄92%的萤石、64%的钨精矿、几乎100%的硼产品、73.6%的铅精矿、8.4%的精炼铅和18.2%的锡在这一区域内产出。探明煤矿近100处，预测总储量达24亿吨。产量较大的有比金煤矿、巴甫洛夫煤矿、什科托夫煤矿、阿尔乔姆煤矿、游击队城煤矿和绥芬煤矿，前四者产褐煤，后两者产烟煤。许多煤矿水文地质条件复杂，煤层厚度小，含水量高，开采困难而昂贵。70%的煤矿适于露天开采。
有色金属矿藏丰富。已知约30处锡矿床，主要分布在卡瓦列羅沃区、达利涅戈尔斯克区和红军区，还有约15个含有锌、铅、铜、银、铋、铟和稀土金属的多金属矿床在这一地区。红军区和波扎尔斯基区有多个钨矿床，其中还含有铜、银、金、铋和其他有利可图的金属。锡霍特山脉北部还发掘有银矿床。50余个金矿分布在边疆区的南北，边疆区内约60%的金储量在河谷沿岸的砂矿中。达利涅戈尔斯克区有全俄最大的硼矿床，是硅藻土矿，其中含硼，露天开采，可以供加工厂使用至少50年。萤石分布在霍罗利区的扬升矿和边界矿，其中还含有稀有金属。日本海大陆架上分布着磷矿床。
硼采矿和化学公司是一家大型采矿和化工企业，经营达利涅戈尔斯克硼硅酸盐矿床和矽卡岩多金属矿床。雅罗斯拉夫尔 ГОК 公司经营扬升矿和边界矿两个萤石矿。滨海 ГОК 公司和莱蒙托夫 ГРК 公司联手开发矽卡岩白钨矿矿床东方二号矿和莱蒙托夫矿。水晶 ГРК 公司在卡瓦列罗沃村村开采火花锡矿。边疆区内还有褐煤、硬煤和建筑材料开采，利于地下矿泉和海泥建立疗养院和医院综合体，其中较有名者是全俄最大的什马科夫疗养院和医院综合体。除此之外，还有少量地开采砂金、沸石、膨润土和其他矿物。最近还新开发了一个原生金银矿床。
生产结构以价值计，传统上以褐煤和硬煤为主，占47％；有色和稀有金属占21％和非金属占14％。贵金属的产量不超过10%，普通矿物的产量不超过3%。
有可能发现传统矿产资源和新矿产资源的工业矿床，可以创建大型采矿企业。在传统矿产中，莱蒙托夫矿群中寻找丰富的矽卡岩白钨矿矿床和滨海边疆区探险湾寻找优质药用泥浆具有广阔的前景。在寻找新的贵金属金和银及工业矿藏方面有着特别有利的前景。在滨海边疆区的新矿产资源中，有潜力发现俄罗斯目前严重短缺的锑、汞、锰、重晶石、高岭土和用于玻璃生产的优质石英岩矿藏。近年来，在边疆区内寻找宝石矿，在基岩中寻找钻石和砂矿中探测刚玉，扬升矿中的蓝宝石。阿尔昌火山附近有一个尚未勘探的彩虹高贵蛋白石矿床。1999年到2000年间，重新评估了边疆区陆上和日本海大陆架的石油和天然气前景，不同估计在一千万吨到1.5亿吨间。已探明的锗矿储量居世界领先地位之一，但尚未开发。蛭石、石墨、滑石和其他矿物的矿藏也有待开发。山区河的水电开发潜力巨大。
边疆区内多达80%的面积被各种森林覆盖，针叶林、阔叶林、小叶树和灌木较多。森林面积1,230万公顷，木材总储量17.5亿立方米。第三类森林约占森林面积的60%，可采伐的森林约占75%。年采伐量1,000万立方米。采伐量在空间上分布不均衡，一些地区采伐量大于可持续采伐量，而在另一些人迹罕至的地方完全没有采伐。森林中还产出松子、五味子和人参。植物区系中有高等植物两千多种，其中树木约250种。滨海边疆区分布着针叶林和亚热带森林。冬季有低至-20℃~-30℃的霜冻，山区有时低至-50℃，夏季有30℃的高温，有些地方高达+40℃。边疆区位于针叶林带的最南端和亚热带林的最北端，动植物的丰富性、地貌的多样性、南部温暖的海洋、矿泉水源的存在，使发展旅游业前景明朗。

### 收入
平均生活费用逐年增加，2007年第三季度为4,975卢布，2008年第四季度到了6,071卢布；就职业上看，2007年度，工人5,321卢布，养老金领取者3,968卢布，儿童4,810卢布。2007年1月至10月滨海边疆区居民人均现金收入为9,954卢布，是生活水平的2.3倍，2008年为12,808卢布，2009年为15,140卢布。2007 年平均月薪为11,840卢布。与此同时，滨海边疆区19%的人口收入低于温饱水平。

## 人口
滨海边疆区在2021年人口为1,877,844人。
民族构成分外来民族和原住民，2010年時分别占99%和1%。根据2010年的人口普查结果，来自中国（12,087人）、乌兹别克斯坦（4,281人）、越南（1,225人）和其他国家的24,704名外国人住在滨海边疆区。根据一些研究人员的说法，实际人数要高出几倍。当地人口的减少，加上中国人口的快速增长，引起了许多专家对滨海边疆区未来的担忧。
|            | 1959 人口 | 占比     | 1989 人口 | 占比     | 2002 人口 | % 占所有 | % 占已指明 | 2010 人口 | % 占所有 | % 占已指明 |
| ---------- | --------- | -------- | --------- | -------- | --------- | -------- | ---------- | --------- | -------- | ---------- |
| 所有       | 1381018   | 100,00 % | 2256072   | 100,00 % | 2071210   | 100,00 % |            | 1956497   | 100,00 % |            |
| 俄罗斯族   | 1120703   | 81,15 %  | 1960554   | 86,90 %  | 1861808   | 89,89 %  | 90,72 %    | 1675992   | 85,66 %  | 92,52 %    |
| 乌克兰人   | 182004    | 13,18 %  | 185091    | 8,20 %   | 94058     | 4,54 %   | 4,58 %     | 49953     | 2,55 %   | 2,76 %     |
| 朝鲜族     | 6597      | 0,48 %   | 8454      | 0,37 %   | 17899     | 0,86 %   | 0,87 %     | 18824     | 0,96 %   | 1,04 %     |
| 鞑靼人     | 17004     | 1,23 %   | 20211     | 0,90 %   | 14549     | 0,70 %   | 0,71 %     | 10640     | 0,54 %   | 0,59 %     |
| 乌兹别克人 | 333       | 0,02 %   | 3356      | 0,15 %   | 1634      | 0,08 %   | 0,08 %     | 8993      | 0,46 %   | 0,50 %     |
| 白俄罗斯人 | 12726     | 0,92 %   | 21954     | 0,97 %   | 11627     | 0,56 %   | 0,57 %     | 5930      | 0,30 %   | 0,33 %     |
| 亚美尼亚人 | 675       | 0,05 %   | 2388      | 0,11 %   | 5641      | 0,27 %   | 0,27 %     | 5924      | 0,30 %   | 0,33 %     |
| 阿塞拜疆人 | 179       | 0,01 %   | 2981      | 0,13 %   | 4411      | 0,21 %   | 0,21 %     | 3937      | 0,20 %   | 0,22 %     |
| 汉族       | 207       | 0,01 %   | 159       | 0,01 %   | 3840      | 0,19 %   | 0,19 %     | 2857      | 0,15 %   | 0,16 %     |
| 莫尔多瓦人 | 15260     | 1,10 %   | 9193      | 0,41 %   | 4307      | 0,21 %   | 0,21 %     | 2223      | 0,11 %   | 0,12 %     |
| 德意志人   | 2475      | 0,18 %   | 4194      | 0,19 %   | 3578      | 0,17 %   | 0,17 %     | 2087      | 0,11 %   | 0,12 %     |
| 楚瓦什人   | 4070      | 0,29 %   | 5129      | 0,23 %   | 3287      | 0,16 %   | 0,16 %     | 1960      | 0,10 %   | 0,11 %     |
| 塔吉克族   |           |          | 546       | 0,02 %   | 743       | 0,04 %   | 0,04 %     | 1885      | 0,10 %   | 0,10 %     |
| 巴什基尔人 | 1347      | 0,10 %   | 2763      | 0,12 %   | 2101      | 0,10 %   | 0,10 %     | 1564      | 0,08 %   | 0,09 %     |
| 摩尔多瓦人 | 2144      | 0,16 %   | 3755      | 0,17 %   | 2288      | 0,11 %   | 0,11 %     | 1433      | 0,07 %   | 0,08 %     |
| 吉尔吉斯人 |           |          | 707       | 0,03 %   | 453       | 0,02 %   | 0,02 %     | 1424      | 0,07 %   | 0,08 %     |
| 哈萨克族   | 1066      | 0,08 %   | 2459      | 0,11 %   | 1296      | 0,06 %   | 0,06 %     | 1235      | 0,06 %   | 0,07 %     |
| 布里亚特人 | 169       | 0,01 %   | 808       | 0,04 %   | 880       | 0,04 %   | 0,04 %     | 982       | 0,05 %   | 0,05 %     |
| 乌德盖人   | 780       | 0,06 %   | 766       | 0,03 %   | 918       | 0,04 %   | 0,04 %     | 793       | 0,04 %   | 0,04 %     |
| 马里人     | 600       | 0,04 %   | 1660      | 0,07 %   | 1151      | 0,06 %   | 0,06 %     | 776       | 0,04 %   | 0,04 %     |
| 雅库特人   | 112       | 0,01 %   | 475       | 0,02 %   | 703       | 0,03 %   | 0,03 %     | 766       | 0,04 %   | 0,04 %     |
| 乌德穆特人 | 880       | 0,06 %   | 1887      | 0,08 %   | 1130      | 0,05 %   | 0,06 %     | 692       | 0,04 %   | 0,04 %     |
| 犹太人     | 4616      | 0,33 %   | 2164      | 0,10 %   | 1059      | 0,05 %   | 0,05 %     | 649       | 0,03 %   | 0,04 %     |
| 图瓦人     |           |          | 100       | 0,00 %   | 375       | 0,02 %   | 0,02 %     | 630       | 0,03 %   | 0,03 %     |
| 列兹金人   |           |          | 386       | 0,02 %   | 822       | 0,04 %   | 0,04 %     | 608       | 0,03 %   | 0,03 %     |
| 波兰人     | 1758      | 0,13 %   | 1890      | 0,08 %   | 1060      | 0,05 %   | 0,05 %     | 600       | 0,03 %   | 0,03 %     |
| 格鲁吉亚人 | 377       | 0,03 %   | 1066      | 0,05 %   | 870       | 0,04 %   | 0,04 %     | 592       | 0,03 %   | 0,03 %     |
| 吉普赛人   | 228       | 0,02 %   | 509       | 0,02 %   | 693       | 0,03 %   | 0,03 %     | 531       | 0,03 %   | 0,03 %     |
| 奥塞梯人   | 328       | 0,02 %   | 965       | 0,04 %   | 742       | 0,04 %   | 0,04 %     | 528       | 0,03 %   | 0,03 %     |
| 车臣人     |           |          | 459       | 0,02 %   | 649       | 0,03 %   | 0,03 %     | 407       | 0,02 %   | 0,02 %     |
| 阿瓦尔人   |           |          | 282       | 0,01 %   | 579       | 0,03 %   | 0,03 %     | 386       | 0,02 %   | 0,02 %     |
| 赫哲族     | 289       | 0,02 %   | 425       | 0,02 %   | 417       | 0,02 %   | 0,02 %     | 383       | 0,02 %   | 0,02 %     |
| 京族       |           |          |           |          | 213       | 0,01 %   | 0,01 %     | 310       | 0,02 %   | 0,02 %     |
| 达尔金人   |           |          | 109       | 0,00 %   | 420       | 0,02 %   | 0,02 %     | 255       | 0,01 %   | 0,01 %     |
| 塔兹人     |           |          |           |          | 256       | 0,01 %   | 0,01 %     | 253       | 0,01 %   | 0,01 %     |
|            |           |          |           |          |           |          |            |           |          |            |
| 尼夫赫人   |           |          | 47        | 0,00 %   | 29        | 0,00 %   | 0,00 %     | 35        | 0,00 %   | 0,00 %     |
| 奥罗奇人   |           |          | 39        | 0,00 %   | 24        | 0,00 %   | 0,00 %     | 19        | 0,00 %   | 0,00 %     |
| 乌尔奇人   |           |          | 41        | 0,00 %   | 15        | 0,00 %   | 0,00 %     | 19        | 0,00 %   | 0,00 %     |
| 鄂罗克人   |           |          | 4         | 0,00 %   | 2         | 0,00 %   | 0,00 %     | 2         | 0,00 %   | 0,00 %     |
| 其他       | 4062      | 0,29 %   | 7951      | 0,35 %   | 5644      | 0,27 %   | 0,28 %     | 4493      | 0,23 %   | 0,25 %     |
| 指明民族   | 1380989   | 100,00 % | 2255927   | 99,99 %  | 2052171   | 99,08 %  | 100,00 %   | 1811570   | 92,59 %  | 100,00 %   |
| 不指明民族 | 29        | 0,00 %   | 145       | 0,01 %   | 19039     | 0,92 %   |            | 144927    | 7,41 %   |            |

普查显示，城市化率最初快速上升，而近40年来维持不变。
边疆区的城市分布不均，多分布在西南部。
俄罗斯的大多数宗教在边疆区内存在。最大的宗派是俄罗斯正教会，信仰正教的还有俄罗斯正教会海外分会的教区。边疆区正教人口比例仅26.6%，低于全俄平均水平的41%。其他宗教有旧礼仪派、天主教、新教、伊斯兰教和佛教；邪教有奎师那邪教、耶和华见证人和摩门教。新教在边疆区内影响较大，虽教区居民少，但2010年边疆区内有178个新教社区，而正教社区仅89个。罗曼·尼古拉耶维奇·伦金认定，边疆区是非正教地区，自认为非正教徒的居民高于全俄平均水平的6.7%。无神论者占35%，是全俄最高的。全俄正教会滨海边疆区分会下辖符拉迪沃斯托克教区、阿尔谢尼耶夫教区和纳霍德卡教区。新教中较有影响者有滨海边疆区福音派基督教浸信会协会、滨海边疆区福音派基督徒传教会协会和东北福音派基督徒教会联合会。

## 教育
边疆区有10所高等教育机构和15所高等教育分支机构。截至2016年6月5日，许可证无效的大学以粉红色标记。其中较为著名的是远东联邦大学。
| 名称                     | 类别 | 建校年份 | 位置   | 学生人数 |
| ------------------------ | ---- | -------- | ------ | -------- |
| 符拉迪沃斯托克国立大学   | 公立 | 1967     | 海参崴 | 9384     |
| 远东国立艺术学院         | 公立 | 1962     | 海参崴 | 416      |
| 远东国立水产技术大学     | 公立 | 1930     | 海参崴 | 6216     |
| 远东通讯学院             | 私立 | 2004     | 海参崴 | 209      |
| 远东联邦大学             | 公立 | 1899     | 海参崴 | 22176    |
| 涅韦尔斯科伊国立海事大学 | 公立 | 1890     | 海参崴 | 4930     |
| 滨海边疆区国立农业学院   | 公立 | 1957     | 双城子 | 3716     |
| 太平洋国立医科大学       | 公立 | 1958     | 海参崴 | 3261     |

| 名称                                       | 类别   | 建校年 | 分校位置       | 主校位置   | 学生人数 |
| ------------------------------------------ | ------ | ------ | -------------- | ---------- | -------- |
| 俄罗斯海关学院符拉迪沃斯托克分校           | 公立   | 1994   | 海参崴         | 柳别尔齐   | 1259     |
| 远东国立交通大学分校滨海边疆区铁路运输学院 | 公立   | 1937   | 双城子         | 伯力       | 831      |
| 西伯利亚消费者合作大学滨海边疆区分校       | 非国立 |        | 海参崴         | 新西伯利亚 |          |
| 远东联邦大学阿尔谢尼耶夫分校               | 公立   | 2000   | 黄土坎子       | 海参崴     | 740      |
| 符拉迪沃斯托克国立大学阿尔乔姆分校         | 公立   |        | 阿尔乔姆       | 海参崴     | 561      |
| 远东联邦大学阿尔乔姆分校                   | 公立   | 1998   | 阿尔乔姆       | 海参崴     | 283      |
| 远东联邦大学大卡缅分校                     | 公立   | 1964   | 大卡缅         | 海参崴     |          |
| 国际经济与法律学院符拉迪沃斯托克分校       | 非公立 |        | 海参崴         | 莫斯科     | 325      |
| 远东联邦大学达利涅戈尔斯克分校             | 公立   |        | 野猪河         | 海参崴     | 116      |
| 远东联邦大学达利涅列琴斯克分校             | 公立   | 1996   | 伊曼           | 海参崴     |          |
| 符拉迪沃斯托克国立大学纳霍德卡分校         | 公立   | 1996   | 漤沟崴         | 海参崴     | 589      |
| 远东联邦大学纳霍德卡分校                   | 公立   | 1997   | 漤沟崴         | 海参崴     | 592      |
| 远东联邦大学斯帕斯克达利尼分校             | 公立   |        | 斯帕斯克达利尼 | 海参崴     |          |
| 远东联邦大学乌苏里斯科分校                 | 公立   |        | 双城子         | 海参崴     | 2856     |